# Velodromi in Italia
L'elenco che segue è la lista dei velodromi attualmente esistenti in Italia, per la pratica del ciclismo su pista.

## Lista
| Foto | Nome                                    | Comune                        | Regione               | Copertura impianto | Materiale pista | Lunghezza pista (metri) | Capienza impianto | Anno apertura | Utilizzazione |
| ---- | --------------------------------------- | ----------------------------- | --------------------- | ------------------ | --------------- | ----------------------- | ----------------- | ------------- | ------------- |
|      | Velodromo Vito Taccone                  | Avezzano (AQ)                 | Abruzzo               | Scoperto           | Cemento         | 333,33                  |                   |               | In uso        |
|      | Velodromo Alessandro Fantini            | Lanciano (CH)                 | Abruzzo               | Scoperto           | Cemento         | 400,00                  | 5 334             | 1965          | In uso        |
|      | Velodromo comunale                      | L'Aquila                      | Abruzzo               | Scoperto           | Cemento         | 450,00                  | 10 000            | 1933          |               |
|      | Velodromo comunale                      | Oppido Lucano (PZ)            | Basilicata            | Scoperto           | Cemento         | 250,00                  | 300               | 2002          | In uso        |
|      | Velodromo Vito Capone                   | Marcianise (CE)               | Campania              | Scoperto           | Cemento         | 285,00                  | 2 000             | 2000          |               |
|      | Velodromo Alberico Albricci             | Napoli                        | Campania              | Scoperto           | Cemento         | 595,00                  | 3 000             | 1923          |               |
|      | Velodromo Nino Borsari                  | Cavezzo (MO)                  | Emilia-Romagna        | Scoperto           | Cemento         | 373,00                  |                   | 1931          |               |
|      | Velodromo Corrado Ardizzoni             | Cento (FE)                    | Emilia-Romagna        | Scoperto           | Cemento         | 396,40                  |                   |               | In uso        |
|      | Velodromo Fausto Coppi                  | Ferrara                       | Emilia-Romagna        | Scoperto           | Cemento         | 333,33                  |                   |               |               |
|      | Velodromo Attilio Pavesi                | Fiorenzuola d'Arda (PC)       | Emilia-Romagna        | Scoperto           | Cemento         | 394,00                  | 4 000             | 1929          | In uso        |
|      | Velodromo Glauco Servadei               | Forlì                         | Emilia-Romagna        | Scoperto           | Resina-cemento  | 400,00                  | 3 466             |               | In uso        |
|      | Velodromo Augusto Magli                 | Molinella (BO)                | Emilia-Romagna        | Scoperto           | Asfalto         | 433,00                  | 762               |               |               |
|      | Velodromo comunale                      | Montechiarugolo (PR)          | Emilia-Romagna        | Scoperto           | Cemento         | 400,00                  |                   |               |               |
|      | Velodromo Ottavio Bottecchia            | Pordenone                     | Friuli-Venezia Giulia | Scoperto           | Cemento         | 400,00                  | 2 500             | 1926          | In uso        |
|      | Velodromo comunale                      | San Giovanni al Natisone (UD) | Friuli-Venezia Giulia | Scoperto           | Cemento         | 400,00                  |                   |               | In uso        |
|      | Velodromo comunale                      | Civitavecchia (Roma)          | Lazio                 | Scoperto           | Cemento         | 465,00                  | 1 704             | 1936          |               |
|      | Velodromo Elio Rimedio                  | Forano (RI)                   | Lazio                 | Scoperto           | Cemento         | 250,00                  |                   | 1985          | In uso        |
|      | Velodromo comunale                      | Pontecorvo (FR)               | Lazio                 | Scoperto           | Cemento         | 333,33                  |                   | 1985          |               |
|      | Velodromo comunale                      | Andora (SV)                   | Liguria               | Scoperto           | Cemento         | 190,00                  |                   | 1997          |               |
|      | Stadio Giacomo Carlini - Marco Bollesan | Genova                        | Liguria               | Scoperto           | Cemento         | 450,00                  | 5 700             | 1927          | In uso        |
|      | Velodromo Roberto Battaglia             | Busto Garolfo (MI)            | Lombardia             | Scoperto           | Resina-cemento  | 380,63                  |                   |               | In uso        |
|      | Velodromo Pierino Baffi                 | Crema (CR)                    | Lombardia             | Scoperto           | Cemento         | 329,00                  | 300               | 1922          |               |
|      | Velodromo comunale                      | Dalmine (BG)                  | Lombardia             | Scoperto           | Cemento         | 374,40                  |                   |               | In uso        |
|      | Velodromo Learco Guerra                 | Mantova                       | Lombardia             | Scoperto           | Cemento         | 449,00                  | 7 500             | 1949          |               |
|      | Velodromo Maspes-Vigorelli              | Milano                        | Lombardia             | Scoperto           | Legno           | 397,70                  | 7 500             | 1935          | In uso        |
|      | Velodromo Fassa Bortolo                 | Montichiari (BS)              | Lombardia             | Coperto            | Legno           | 250,00                  | 1 400             | 2009          | In uso        |
|      | Velodromo Luigi Ganna                   | Varese                        | Lombardia             | Scoperto           | Cemento         | 446,00                  | 7 500             | 1935          |               |
|      | Velodromo don Mauro Bartolini           | Ascoli Piceno                 | Marche                | Scoperto           | Asfalto         | 333,33                  | 1 000             |               | In uso        |
|      | Velodromo comunale                      | Pesaro                        | Marche                | Scoperto           | Cemento         | 507,00                  | 4 898             | 1927          |               |
|      | Velodromo Fausto Coppi                  | Torino                        | Piemonte              | Scoperto           | Cemento         | 391,00                  | 7 500             | 1920          |               |
|      | Velodromo Francone                      | San Francesco al Campo (TO)   | Piemonte              | Scoperto           | Cemento         | 400,00                  |                   |               | In uso        |
|      | Velodromo comunale                      | Treville (TO)                 | Piemonte              | Scoperto           | Asfalto         | 420,00                  |                   |               |               |
|      | Velodromo Lello Simeone                 | Barletta                      | Puglia                | Scoperto           | Cemento         | 333,33                  |                   |               | In uso        |
|      | Velodromo degli Ulivi                   | Monteroni di Lecce (LE)       | Puglia                | Scoperto           | Legno           | 333,33                  |                   |               |               |
|      | Velodromo comunale                      | Quartu Sant'Elena (CA)        | Sardegna              | Scoperto           | Cemento         | 333,33                  | 1 800             |               |               |
|      | Velodromo Picciau                       | Sestu (CA)                    | Sardegna              | Scoperto           | Cemento         | 203,00                  |                   |               |               |
|      | Velodromo comunale                      | Noto (SR)                     | Sicilia               | Scoperto           | Cemento         | 345,50                  |                   |               | In uso        |
|      | Velodromo Paolo Borsellino              | Palermo                       | Sicilia               | Scoperto           | Resina-cemento  | 400,00                  | 11 155            | 1991          | In uso        |
|      | Velodromo comunale                      | Chianciano Terme (SI)         | Toscana               | Scoperto           | Cemento         | 350,00                  |                   | 1947          |               |
|      | Velodromo Enzo Sacchi                   | Firenze                       | Toscana               | Scoperto           | Resina-cemento  | 333,33                  |                   | 1947          | In uso        |
|      | Velodromo Fausto Coppi                  | Fornacette (PI)               | Toscana               | Scoperto           | Cemento         | 300,00                  |                   |               |               |
|      | Velodromo Guido Montanelli              | Grosseto                      | Toscana               | Scoperto           | Asfalto         | 2 000,00                |                   | 1999          | In uso        |
|      | Velodromo Ernesto Solvay                | San Vincenzo (LI)             | Toscana               | Scoperto           | Resina-cemento  | 333,33                  |                   |               | In uso        |
|      | Velodromo comunale                      | Mori (TN)                     | Trentino-Alto Adige   | Scoperto           | Cemento         | 500,00                  |                   | 1995          | In uso        |
|      | Velodromo Rino Mercante                 | Bassano del Grappa (VI)       | Veneto                | Scoperto           | Resina-cemento  | 400,00                  | 2 952             | 1922          | In uso        |
|      | Velodromo Mainetti                      | Castelgomberto (VI)           | Veneto                | Scoperto           | Asfalto         | 287,00                  |                   | 1967          |               |
|      | Velodromo Giovanni Monti                | Padova                        | Veneto                | Scoperto           | Cemento         | 329,60                  | 1 200             | 1916          | In uso        |
|      | Velodromo San Lorenzo                   | Pescantina (VR)               | Veneto                | Scoperto           | Cemento         | 340,33                  |                   |               | In uso        |
|      | Velodromo Pier Giovanni Mecchia         | Portogruaro (VE)              | Veneto                | Scoperto           | Cemento         | 395,80                  | 4 021             | 1947          | In uso        |
|      | Velodromo dei Pini                      | Porto Viro (RO)               | Veneto                | Scoperto           | Cemento         | 333,33                  |                   |               |               |
|      | Velodromo comunale                      | Sossano (VI)                  | Veneto                | Scoperto           | Asfalto         | 421,77                  |                   |               | In uso        |

## Velodromi del passato
Di seguito viene proposta una lista non esaustiva dei velodromi italiani del passato, demoliti e mai più ricostruiti.
| Immagine | Nome                            | Comune  | Regione        | Copertura impianto | Materiale pista | Lunghezza pista (metri) | Capienza impianto | Anno apertura | Anno demolizione |
| -------- | ------------------------------- | ------- | -------------- | ------------------ | --------------- | ----------------------- | ----------------- | ------------- | ---------------- |
|          | Motovelodromo                   | Bologna | Emilia-Romagna | Scoperto           |                 |                         | 10 000            | 1920          | 1996             |
|          | Campo sportivo di Ponte Carrega | Genova  | Liguria        | Scoperto           |                 |                         |                   | 1897          | 1907             |
|          | Velodromo Sempione              | Milano  | Lombardia      | Scoperto           |                 |                         |                   | 1914          | 1930             |
|          | Motovelodromo Appio             | Roma    | Lazio          | Scoperto           |                 | 400,00                  | 10 000            | 1910          | 1960             |
|          | Velodromo Olimpico              | Roma    | Lazio          | Scoperto           | Legno           | 400,00                  | 20 000            | 1960          | 2008             |
|          | Velodromo Umberto I             | Torino  | Piemonte       | Scoperto           |                 |                         | 15 000            | 1895          | 1917             |
|          | Stadium                         | Torino  | Piemonte       | Scoperto           |                 |                         | 40 000            | 1911          | 1946             |
|          | Stadio Velodromo Libertas       | Firenze | Toscana        | Scoperto           |                 |                         | 10 000            | 1922          | 1931             |
|          | Velodromo Stampace              | Pisa    | Toscana        | Scoperto           |                 |                         |                   | 1885          | 1920             |
|          | La Pista                        | Terni   | Umbria         | Scoperto           |                 |                         |                   | 1925          | 1969             |